# Llac Itasca
El Llac Itasca és un petit llac glacial d'uns 4,7 km² al nord de l'estat de Minnesota. El llac es troba al sud-est del comtat de Clearwater dins del Itasca State Park. Té una profunditat mitjana de 6-11 m i es troba a uns 450 m per sobre del nivell del mar.

## Font del Mississipi
És la font del riu Mississipi que recorre 3,770 km fins a la seva desembocadura al Golf de Mèxic; Això no obstant, el lloc exacte no es pot localitzar, ja que hi ha molts petits afluents conflueixen en la conca hidrogràfica del riu. Henry Schoolcraft identificà el llac Itasca com la font del riu el 1832. Havia pres part en una expedició anterior en 1820 dirigida per General Lewis Cass que havia identificat al proper Llac Cass una mica més avall de l'Itasca com a font del Mississipi. En  l'idioma ojibwa el nom del llac era Omashkoozo-zaaga'igan (llac Elk); Se li canvià el nom pel de "Itasca", per una combinació dels mots llatins veritas ("veritat") i caput ("cap").
El braç occidental del llac rep les aigües de dos rierols petits en l'extrem sud. Nicolett Creek, és un petit rierol que neix en unes fonts properes. Un altre rierol nodreix el llac Itasca venint del llac Elk, que alhora es nodreix d'uns altres dos rierols. Els anishinaabemowin anomenaren el llac Elk Lake i el rierol Bekegamaag-zaaga'igan i Bekegamaag-ziibi (llac del costat i riu del costat), respectivament. El 1887 Williard Glazier promogué una campanya per a considerar el llac Elk, conegut com a llac Glazier, com a font del riu Mississipi. Aquests rierols són massa petits per a considerar-los capçalera del Mississipi.
Jacob V. Brower, president de la societat històrica de Minnesota the Minnesota Historical Society, després de passar cinc mesos explorant els llacs decidí que els llacs cap al sud del Itasca no eren les fonts del Mississipi i promogué una campanya contra la tala d'arbres. El 21 d'abril de 1891 es creà oficialment el parc estatal. A Brower se'l coneix actualment com el pare del llac Itasca i el centre de visitants té el seu nom.
El canal del Mississipi que surt del llac es canvià el 1930 per a crear millorar l'experiència del visitants. El projecte inclogué el drenatge dels pantans dels voltants, l'excavació d'un nou canal i la instal·lació de ràpids artificials.